# La Curieuse
 (janvier 2024).
La Curieuse est à l'origine un navire océanographique français affrété par l'Institut polaire français Paul-Émile-Victor (IPEV). Jusqu'en 2018, il est attaché à l'archipel des Kerguelen et y est employé pour la desserte des îles du golfe du Morbihan - golfe situé dans la partie est de la Grande Terre - ainsi que du reste de l'archipel.

## Missions
Il apporte un appui logistique aux programmes de recherche scientifique terrestre et possède des équipements lui permettant de conduire des recherches en océanographie, ichtyologie et hydrographie. Il retourne une fois par an à La Réunion pour le carénage et peut également desservir les autres îles subantarctiques de district des Terres australes et antarctiques françaises (TAAF). Il est parfois appelé pour apporter des soins d'urgence dans les autres îles du district ou porter secours à des navires en difficulté dans cette partie de l'océan austral éloignée des routes maritimes commerciales.
Son nom fait référence au bateau de Raymond Rallier du Baty et de son frère Henri qui explorèrent l'archipel au début du XXe siècle.
Le 16 décembre 2009, le navire est reparti pour l'archipel des Kerguelen afin de seconder les équipes scientifiques installées sur place. Ainsi après quatre ans d'absence, La Curieuse assure à l'été 2010 une mission de soutien maritime et logistique aux programmes de recherche pilotés par l’IPEV ainsi qu'aux actions de protection de la biodiversité menées dans la réserve naturelle nationale des Terres australes françaises. Le reste de l'année, elle effectue des travaux hydrographiques et servira de plate-forme pour des missions scientifiques dans l'océan Indien. Le navire permet aux scientifiques de naviguer entre les différentes îles et de travailler également à bord.
Début 2016, les TAAF vendent le navire au Chantier naval de l'océan Indien (CNOI), à l'île Maurice. Une remise à jour majeure est réalisée et le navire reprend du service.
En octobre 2016, La Curieuse est affrétée par les TAAF pour une mission scientifique sur les bancs Geyser et Zélée, au nord-est de Mayotte, avant de faire cap au sud vers les Kerguelen pour la campagne d'été 2016-2017.
À son retour à Maurice, le navire prend ses quartiers à Port-Louis. Des séjours pour plongeurs, particuliers, kite-surfers sont organisés autour de Maurice ou de Saint-Brandon.
En 2019, l'administration postale des TAAF a émis un timbre-poste sur ce navire, dessiné par Cyril de La Patellière.